# Claude Chabrol
Claude Chabrol (24. června 1930 Paříž – 12. září 2010 Paříž) byl francouzský filmový režisér, filmový producent a scenárista, jeden z hlavních představitelů hnutí francouzské nové vlny.

## Filmografie

### Režijní filmografie (výběr)
Celovečerní filmy
- 1958 : Krásný Serge (Le Beau Serge)
- 1959 : Bratranci (Les Cousins)
- 1959 : Na dva západy (À double tour)
- 1960 : Hezké holky (Les Bonnes femmes)
- 1962 : L'Oeil du malin (L'Oeil du malin)
- 1962 : Les Sept péchés capitaux (Les Sept péchés capitaux), víc režisérů
- 1963 : Landru (Landru)
- 1964 : Le Tigre aime la chair fraiche (Le Tigre aime la chair fraiche)
- 1964 : Nejkrásnější podvody světa (Les Plus belles escroqueries du monde), víc režisérů
- 1965 : Modrý Panter (Marie-Chantal contre le docteur Kha)
- 1965 : Paříž očima... (Paris vu par...), víc režisérů
- 1966 : Demarkační čára (La Ligne de démarcation)
- 1967 : Vražedné šampaňské (Le Scandale)
- 1968 : Laně (Les Biches)
- 1969 : Bestie musí zemřít (Que la bête meure)
- 1969 : Nevěrná žena (La Femme infidèle)
- 1970 : Roztržka (La Rupture)
- 1970 : Řezník (Le Boucher)
- 1971 : Deset strašných dní (La Décade prodigieuse)
- 1971 : Těsně před nocí (Juste avant la nuit)
- 1972 : Doktor Popaul (Docteur Popaul)
- 1973 : Krvavé svatby (Les Noces rouges)
- 1974 : Nada (Nada)
- 1975 : Nevinní se špinavýma rukama (Les Innocents aux mains sales)
- 1977 : Alice ou la dernière fugue (Alice ou la dernière fugue)
- 1978 : Violette Nozière (Violette Nozière)
- 1982 : Les Fantômes du chapelier (Les Fantômes du chapelier)
- 1984 : Krev těch druhých (Le Sang des autres)
- 1986 : Inspektor Lavardin (Inspecteur Lavardin)
- 1987 : Houkání sovy (Le Cri du hibou)
- 1987 : Masky (Masques)
- 1988 : Ženská záležitost (Une affaire de femmes)
- 1990 : Tiché dny v Clichy (Jours tranquilles à Clichy)
- 1991 : Paní Bovaryová (Madame Bovary)
- 1992 : Betty (Betty)
- 1994 : L'Enfer (L'Enfer)
- 1995 : Slavnost (La Cérémonie)
- 1997 : Konec sázek (Rien ne va plus)
- 1999 : Au coeur du mensonge (Au coeur du mensonge)
- 2000 : Díky za čokoládu (Merci pour le chocolat)
- 2003 : Květ zla (La Fleur du mal)
- 2004 : Družička (la Demoiselle d'honneur)
- 2006 : Opojení mocí (L'Ivresse du pouvoir)
- 2007 : Rozpolcená dívka (La Fille coupée en deux)
- 2009 : Bellamy (Bellamy)

Televize
- 1980 : Fantômas (Fantômas), režie Claude Chabrol a Juan Luis Buñuel
- 2001 : Les Redoutables (Les Redoutables), televizní seriál, víc režisérů

### Scenáristická filmografie (výběr)
Celovečerní filmy
- 1958 : Krásný Serge (Le Beau Serge), vlastní režie
- 1959 : Bratranci (Les Cousins), vlastní režie
- 1962 : L'Oeil du malin (L'Oeil du malin), vlastní režie
- 1962 : Les Sept péchés capitaux (Les Sept péchés capitaux), víc režisérů
- 1964 : Nejkrásnější podvody světa (Les Plus belles escroqueries du monde), víc režisérů
- 1965 : Modrý Panter (Marie-Chantal contre le docteur Kha), vlastní režie
- 1965 : Paříž očima... (Paris vu par...), víc režisérů
- 1966 : Demarkační čára (La Ligne de démarcation), vlastní režie
- 1968 : Laně (Les Biches), vlastní režie
- 1969 : Bestie musí zemřít (Que la bête meure), vlastní režie
- 1969 : Nevěrná žena (La Femme infidèle), vlastní režie
- 1970 : Roztržka (La Rupture), vlastní režie
- 1970 : Řezník (Le Boucher), vlastní režie
- 1971 : Těsně před nocí (Juste avant la nuit), vlastní režie
- 1973 : Krvavé svatby (Les Noces rouges), vlastní režie
- 1974 : Nada (Nada), vlastní režie
- 1977 : Alice ou la dernière fugue (Alice ou la dernière fugue), vlastní režie
- 1982 : Les Fantômes du chapelier (Les Fantômes du chapelier), vlastní režie
- 1986 : Inspektor Lavardin (Inspecteur Lavardin), vlastní režie
- 1987 : Houkání sovy (Le Cri du hibou), vlastní režie
- 1987 : Masky (Masques), vlastní režie
- 1988 : Ženská záležitost (Une affaire de femmes), vlastní režie
- 1992 : Betty (Betty), vlastní režie
- 1994 : L'Enfer (L'Enfer), vlastní režie
- 1995 : Slavnost (La Cérémonie), vlastní režie
- 1997 : Konec sázek (Rien ne va plus), vlastní režie
- 1999 : Au coeur du mensonge (Au coeur du mensonge), vlastní režie
- 2000 : Díky za čokoládu (Merci pour le chocolat), vlastní režie
- 2004 : Družička (la Demoiselle d'honneur), vlastní režie
- 2006 : Opojení mocí (L'Ivresse du pouvoir), vlastní režie
- 2007 : Rozpolcená dívka (La Fille coupée en deux), vlastní režie
- 2009 : Bellamy (Bellamy), vlastní režie

Krátkometrážní filmy
- 1956 : Le Coup du berger (Le Coup du berger), režie Jacques Rivette